# Periodização da história do Brasil
| Pré-cabralino | |
| Colonial      | - — Descobrimento — - Descaso - Capitanias, governo-geral, sociedades açucareira e aurífera - Reino e sede da corte portuguesa |
| Imperial      | - — Independência — - Primeiro reinado - Regência - Segundo reinado                                                            |
| Republicano   | - — Proclamação da República — - República Velha - Era Vargas - República Populista - Ditadura militar - Nova República        |

A periodização tradicional divide a História do Brasil normalmente em quatro períodos gerais: Pré-Descobrimento (até 1500), Colônias (1500 a 1822), Império (1822 a 1889) e República (de 1889 aos dias atuais).

## Brasil pré-cabralino
A História do Brasil começa com a chegada dos primeiros humanos na América do Sul há pelo menos 22 000 anos AP. Em fins do século XV, quando do Tratado de Tordesilhas, toda a área hoje conhecida como Brasil era habitada por tribos seminômades que subsistiam da caça, pesca, coleta e agricultura.
Muitos estudiosos afirmam que o "descobridor" do Brasil foi o navegador espanhol Vicente Yáñez Pinzón, que no dia 26 de janeiro de 1500 desembarcou no Cabo de Santo Agostinho, litoral sul de Pernambuco — esta considerada a mais antiga viagem comprovada ao território brasileiro.

## Colônia

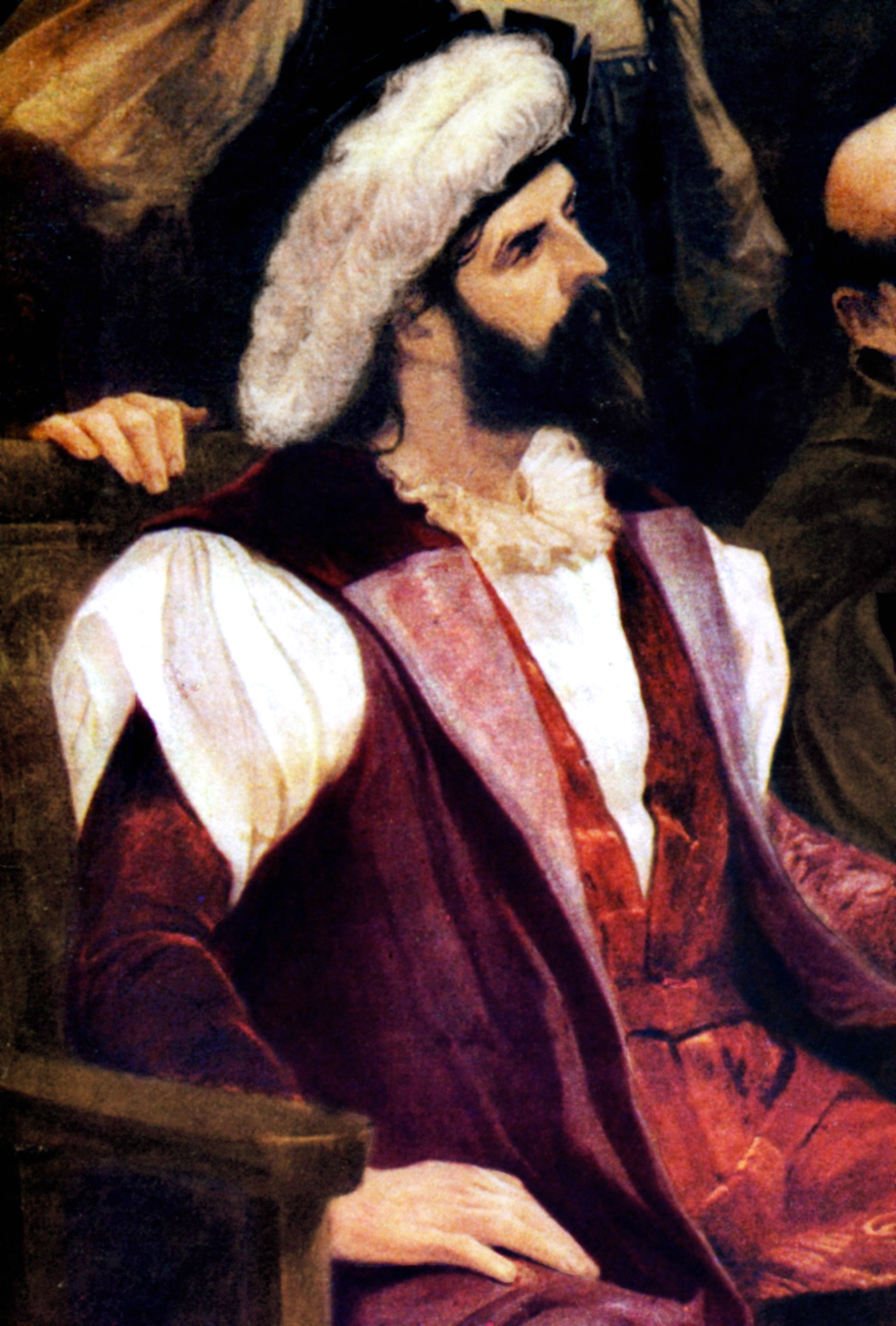
Pedro Álvares Cabral desembarcou em Porto Seguro no dia 22 de abril de 1500, tornando a região colônia do Reino de Portugal em função do Tratado de Tordesilhas, assinado com a Espanha em 1494.

A 22 de abril de 1500, chega a frota portuguesa comandada por Pedro Álvares Cabral a Porto Seguro, no atual estado da Bahia. Portugal reivindica o território, em função do Tratado de Tordesilhas.
A partir de 1530, a Coroa Portuguesa implementou uma política colonizadora, inicialmente com as capitanias hereditárias, depois com o governo-geral, instalado em 1548. As capitanias hereditárias foram extintas em 1759; e o governo geral durou até 1808. As capitanias da coroa foi abolidas em 1821, quando convertidas em províncias pela Cortes Gerais e Extraordinárias da Nação Portuguesa.
Do século XVI em diante, foi crescente o tráfico de escravos vindos da África, tornando o negro a maior força de trabalho nas colônias. Nesse período, além da extração de pau-brasil, o cultivo da cana-de-açúcar impulsionou a economia. Nos séculos XVI e XVII, fracassaram tentativas da França e da Holanda de se estabelecerem no Nordeste.
No final do século XVII foram descobertas ricas jazidas de ouro nos atuais estados de Minas Gerais, Goiás e Mato Grosso. O período de maior produção foi de 1735 a 1754. Em 1789, quando a Coroa anunciava a derrama, medida para cobrar supostos impostos atrasados, eclodiu em Vila Rica (atual Ouro Preto) a Inconfidência Mineira. A revolta fracassou e, em 1792, um de seus líderes, Tiradentes, morreu enforcado.
O título de príncipe do Brasil, criado por João IV em favor a seu filho Teodósio, passou a indicar os herdeiros do trono português, que até então eram denominados simplesmente de príncipes. É improvável que a bandeira dos príncipes do Brasil tenha sido estendida em solo brasileiro antes da chegada da família real portuguesa, em 1808. Tanto o pavilhão quanto o título foram extintos com a criação do título de Príncipe Real do Reino Unido de Portugal, Brasil e Algarves, em 1816, por João VI.
Em 1808, a Corte Portuguesa transferiu-se para o Brasil, fugindo das tropas de Napoleão Bonaparte. O regente João VI abriu os portos do país, permitiu o funcionamento de fábricas e fundou o Banco do Brasil. O país tornou-se Reino do Brasil, em 1815, tornando-se parte do Reino Unido de Portugal, Brasil e Algarves. Em 1818, João VI foi coroado rei. Três anos depois voltou para Portugal, deixando seu filho mais velho, Pedro, como regente do país. Em 7 de setembro de 1822, Pedro proclamou a Independência do Brasil.

## Império

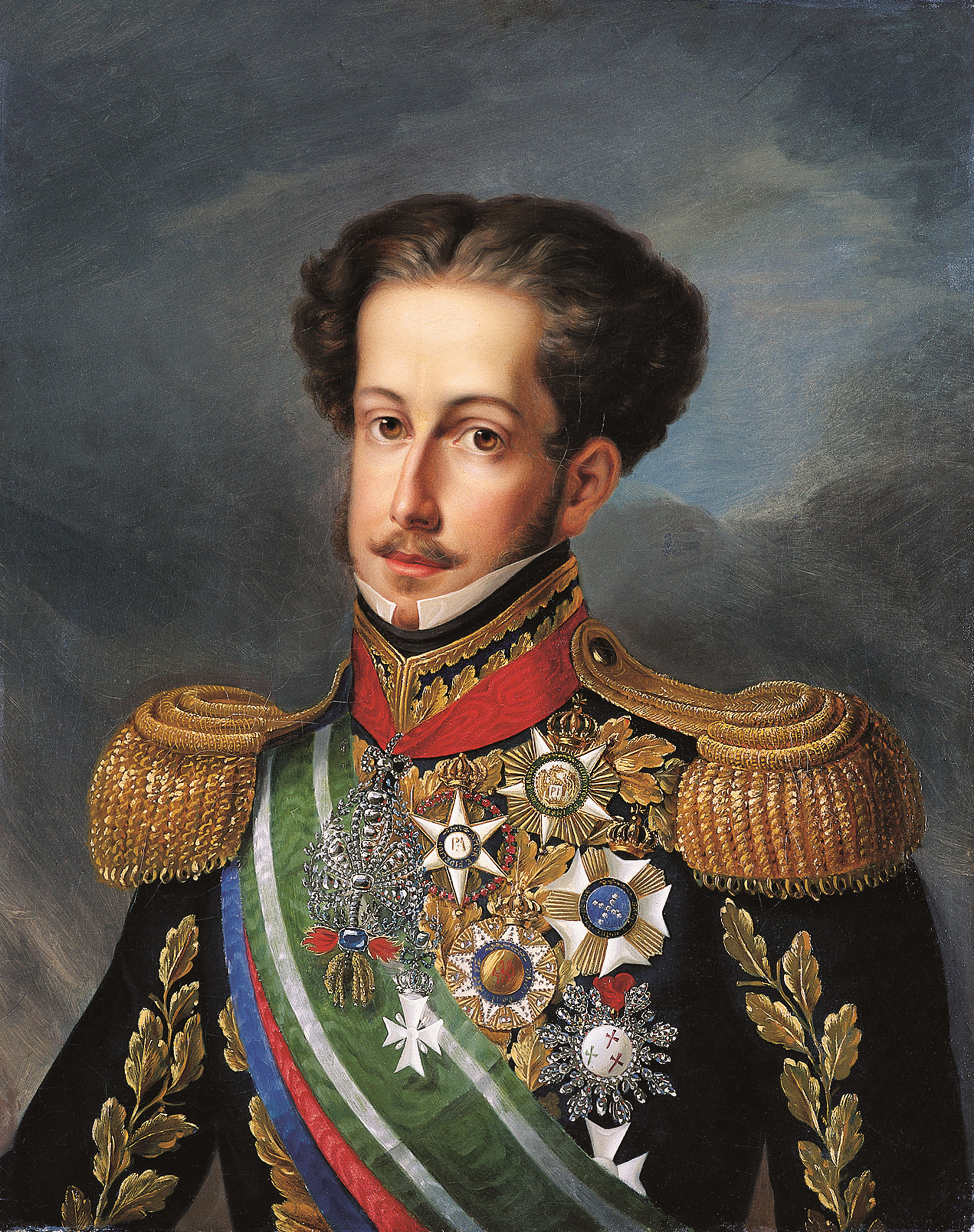
Simplício de Sá: Retrato de Pedro I, c. 1830. Museu Imperial.

### Primeiro reinado
O regente foi aclamado imperador com o título de Pedro I. O soberano outorgou em 25 de março de 1824 a primeira Constituição Brasileira, que lhe deu amplos poderes. Durante seu governo, conhecido como Primeiro Reinado derrotou a Confederação do Equador, revolta iniciada em Pernambuco, e perdeu o controle sobre a Província Cisplatina (Uruguai), que declarou independência.

### Período regencial
Em 7 de abril de 1831, Pedro I abdicou do trono brasileiro. Como seu herdeiro, Pedro II, tinha apenas 5 anos, o Brasil foi governado durante quase uma década por quatro regências formadas por políticos. Era uma fase de grande agitação social e política.

### Segundo reinado
Em 1840, aos 14 anos, Pedro II tinha sua maioridade declarada, sendo coroado imperador no ano seguinte. Na primeira década do Segundo Reinado, o regime estabilizou-se. As províncias foram pacificadas e a última grande insurreição, a Revolta Praieira, em Pernambuco, foi derrotada em 1850. Nesse mesmo ano, o imperador extingue o tráfico de escravos. Aos poucos, os imigrantes europeus assalariados substituíram os escravos.
De 1865 a 1870, o Brasil, aliado a Argentina e Uruguai, entrou em guerra contra o Paraguai. No final do conflito, quase dois terços da população do Paraguai estava morta. A participação de negros e mulatos nas tropas brasileiras na Guerra do Paraguai deu grande impulso ao movimento abolicionista. O lançamento do Manifesto Republicano, em 1870, marcou o início do declínio da monarquia.
Em 13 de maio de 1888, a princesa Isabel, filha de Pedro II, assinou a Lei Áurea, que extingue a escravidão. Ao abandonar os proprietários de escravos, o império perdeu a última base de sustentação. Em 15 de novembro de 1889, a República foi proclamada pelo marechal Manuel Deodoro da Fonseca.

## República

Henrique Bernardelli: Marechal Deodoro da Fonseca, c. 1900.

### República da Espada
Foi o período no qual o Brasil foi governado pelos marechais Deodoro da Fonseca e Floriano Peixoto entre os anos de 1889 a 1894. Trata-se de uma época caracterizada como uma ditadura militar. Durante este período foram comuns os levantes populares e a repressão a focos de resistência simpáticos ao Imperador Pedro II e à restauração da monarquia.

### República Velha
O primeiro período republicano no Brasil, a República Velha, durou até 1930. As oligarquias agrárias controlavam o governo. Em 1891 foi promulgada a segunda Constituição Brasileira, com uma estrutura liberal federativa, inspirada na Constituição dos Estados Unidos. Os anos iniciais foram marcados pela Revolta Federalista (1893-1895), no Rio Grande do Sul — onde merece destaque o Cerco da Lapa, no Paraná —, e pelo conflito de Canudos, reprimido militarmente em 1897.
Com o primeiro presidente civil, Prudente de Morais, em 1894, tinha início a política do café com leite, caracterizada pela alternância no poder de paulistas e mineiros. Na década de 1920, a insatisfação de setores militares com os sucessivos governos fez surgir movimentos de insurreição, que explodiram no Rio de Janeiro, em 1922, em São Paulo, em 1924, e continuaram até 1927 com a marcha da Coluna Prestes pelo interior do Brasil.

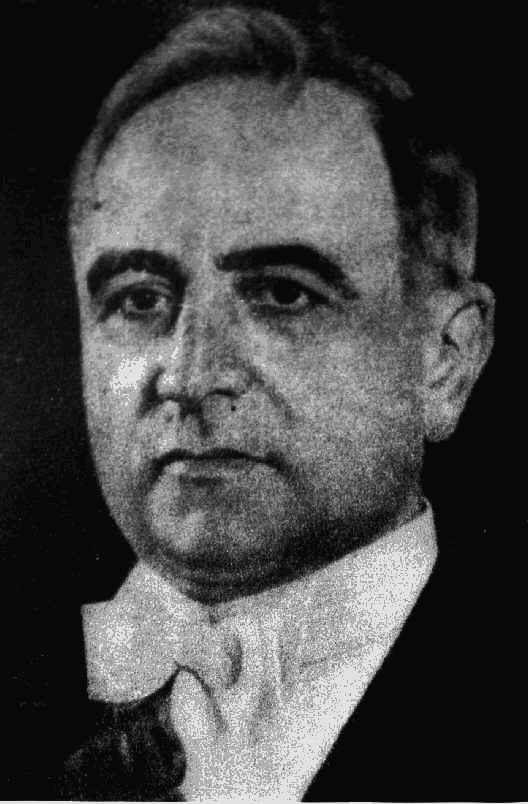
Getúlio Vargas.

### Era Vargas
A quebra da Bolsa de Valores de Nova Iorque, em 1929, abalou a economia brasileira e levou ao corte dos subsídios para o café. Com a crise da política do café com leite, eclodiu a Revolução de 1930, que leva o gaúcho Getúlio Vargas ao poder.
O novo presidente implantou a indústria de base, reduziu a importação e suspendeu o pagamento da dívida externa. Em 1932, o novo Código Eleitoral instituiu o voto secreto e deu às mulheres direitos políticos.
Em 1934, Vargas estabeleceu a jornada de trabalho de oito horas diárias e tornou obrigatória a carteira profissional. Nesse mesmo ano, se elegeu presidente pelo voto indireto da Assembleia Nacional Constituinte, com mandato até 1938. Foi promulgada a terceira Constituição Brasileira, que deu mais poder ao governo federal e criou a Justiça Eleitoral e a Justiça do Trabalho. Após derrotar a Intentona Comunista em 1935, Vargas deu um golpe em 1937 e implantou a ditadura do Estado Novo. A quarta Constituição foi então outorgada, com clara inspiração fascista.
Em 1942, o governo brasileiro entrou na Segunda Guerra Mundial ao lado dos Estados Unidos. A Força Expedicionária Brasileira (FEB) lutou em solo italiano em 1944 e 1945, com 25 mil homens, dos quais 451 morreram em combate.

### Período democrático (1946-1964)
A volta dos soldados ao Brasil causou entusiasmo popular e acelerou as pressões pela democratização. Vargas renunciou em outubro. O general Eurico Gaspar Dutra, ex-ministro da Guerra de Vargas, venceu as eleições e tomou posse em janeiro de 1946.
Instalou-se, em 1946, uma nova Assembleia Constituinte. Em setembro, Dutra promulgou a quinta Constituição Brasileira, de caráter mais democrático, restaurando garantias individuais e a independência entre os poderes.
Vargas ganhou as eleições presidenciais de 1950. Criou então a Petrobras e estatizou a geração de energia elétrica. Em 1954, Vargas se suicidou. No ano seguinte, Juscelino Kubitschek foi eleito presidente. Seu governo privilegiou os setores de energia, transporte, alimentação, indústria de base e educação. Em 1960, Kubitschek inaugurou Brasília, a nova capital do país.
Em 1961, o ex-governador paulista Jânio Quadros assumiu a Presidência, mas renunciou em agosto do mesmo ano. O vice, João Goulart, governou até 1964 em crise permanente, pois suas posições nacionalistas enfrentavam forte oposição militar.

### Ditadura Militar
Em 31 de março de 1964, as Forças Armadas depuseram o presidente.

Humberto de Alencar Castelo Branco.

Em abril de 1964, o general Humberto de Alencar Castelo Branco assumiu a Presidência. O novo regime era marcado pela supressão dos direitos constitucionais, perseguição policial e militar e censura prévia aos meios de comunicação. Em 1965, os partidos políticos existentes foram abolidos e criou-se o bipartidarismo, com a Aliança Renovadora Nacional (Arena), governista, e o Movimento Democrático Brasileiro (MDB), de oposição.
Em 1967, o Congresso aprovou a sexta Constituição Brasileira, que institucionalizava o regime, com eleições indiretas para a Presidência. O general Arthur da Costa e Silva assumiu a chefia do Estado no mesmo ano, e, em dezembro de 1968, fechou o Congresso e decretou o Ato Institucional nº 5 (AI-5), que lhe deu poderes para fechar o Parlamento, cassar mandatos e suprimir o habeas-corpus. Ampliou-se a ação de grupos de luta armada nas cidades e, posteriormente, também no campo.
O general Emílio Garrastazu Médici chegou à Presidência em 1969 e comandou o período de maior repressão, marcado por prisões, torturas, exílios, mortes e o desaparecimento de centenas de pessoas. Simultaneamente, o governo promoveu o chamado milagre econômico, fase com crescimento acelerado do produto interno bruto (PIB).
Em março de 1974 tomou posse o general Ernesto Geisel, que enfrentou dificuldades econômicas em razão da dívida externa, da inflação e da crise internacional do petróleo. Em 1977, Geisel baixou o Pacote de Abril, que alterou as regras eleitorais para garantir a maioria da Arena. Começaram os protestos contra o regime. No ano seguinte, o presidente enviou ao Congresso emenda constitucional que acaba com o AI-5. Em 1979, o general João Baptista Figueiredo tornou-se presidente. Ele sancionou a anistia, que libertou presos políticos e propiciou a volta dos exilados, e restabeleceu o pluripartidarismo.
Em 1978 e 1979, uma onda de greves, iniciada na região do ABC paulista, espalhou-se pelo país. A Arena transformou-se no Partido Democrático Social (PDS) e o MDB acrescentou a palavra “partido” à sua sigla, tornando-se o PMDB. Surgiram o Partido Democrático Trabalhista (PDT) e o Partido Trabalhista Brasileiro (PTB). Em 1980 é fundado o Partido dos Trabalhadores (PT).
Em 1983, sindicatos fundaram as centrais sindicais CUT e Conclat, rompendo na prática com a legislação trabalhista. No final desse ano e início do seguinte, aconteceram enormes manifestações por eleições diretas para a Presidência da República. Em abril de 1984, a emenda constitucional das eleições diretas recebeu 298 votos, mas não atingiu os dois terços (320 votos) necessários à sua aprovação.

### Nova República
Em janeiro de 1985, o candidato do PMDB a presidente, Tancredo Neves, que tinha como vice José Sarney (anteriormente importante liderança do PDS), derrotou Paulo Maluf (PDS), na eleição no Colégio Eleitoral. Tancredo vence por 480 votos a 180.

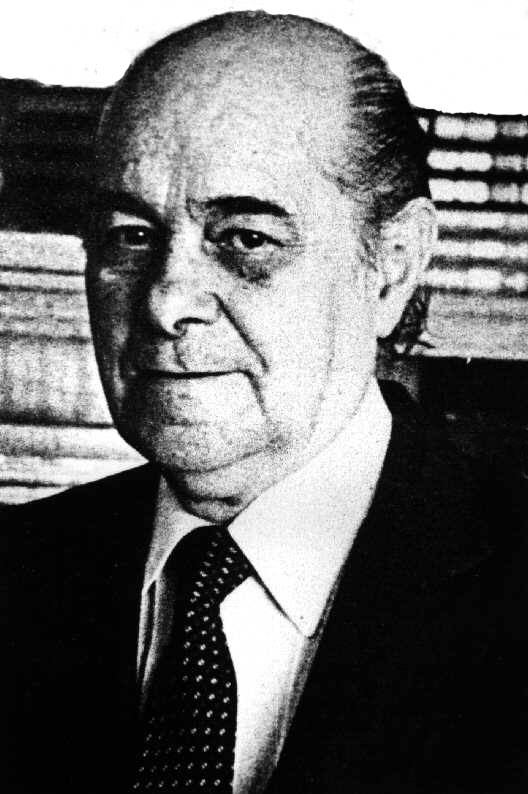
Tancredo Neves.

O presidente eleito adoeceu antes da posse e morreu em abril. Sarney assumiu, restabeleceu a eleição presidencial direta e permitiu a legalização de todos os partidos políticos, incluindo o Partido Comunista Brasileiro (PCB) e o Partido Comunista do Brasil (PC do B). Os dissidentes do PDS criaram o Partido da Frente Liberal (PFL), e o Partido Socialista Brasileiro (PSB) foi recriado.
Os deputados federais e senadores se reuniram na Assembleia Constituinte a partir de 1987 e, em 1988, promulgaram a nova Constituição, que amplia os direitos individuais. Nesse mesmo ano, uma dissidência do PMDB formou o Partido da Social Democracia Brasileira (PSDB). Em 1989, nas primeiras eleições diretas para a Presidência desde 1960, Fernando Collor de Mello, do Partido da Reconstrução Nacional (PRN), derrotou Luiz Inácio Lula da Silva (PT) no segundo turno. Sua primeira medida foi o lançamento do Plano Collor, que estabeleceu o confisco monetário, até mesmo de contas correntes e poupanças, e o congelamento de preços e salários. Em pouco tempo, a inflação voltou a crescer. Em 1990, a maioria dos integrantes do PCB decidiu formar o Partido Popular Socialista (PPS).
Em abril de 1992, Collor foi acusado de envolvimento em um esquema de corrupção coordenado por seu tesoureiro de campanha, Paulo César Farias, o esquema PC. Em outubro, sob pressão de grandes manifestações populares, a Câmara aprovou a abertura do processo de impeachment contra o presidente e o afastou do cargo. Em dezembro, Collor renunciou pouco antes de ter seus direitos políticos suspensos pelo Senado. Seu vice, Itamar Franco, que havia assumido em outubro, tomou posse definitivamente.
Em julho de 1994, o ministro da Fazenda, Fernando Henrique Cardoso, coordena o lançamento do Plano Real, programa de estabilização econômica. A moeda brasileira passa a ser o real, e a inflação despenca. Poucos meses depois, Fernando Henrique vence as eleições presidenciais com maioria no primeiro turno. O novo presidente adota medidas para preservar a estabilidade econômica e estimular as reformas constitucionais consideradas necessárias para atrair investimentos estrangeiros. Grandes empresas estatais, como a Companhia Vale do Rio Doce, são privatizadas. Em 1997, o governo concentra seus esforços na aprovação do direito de reeleição dos ocupantes de cargos executivos, incluindo o próprio presidente.
Durante o ano de 1998, o governo encaminha a reforma da Previdência e privatiza as companhias telefônicas. As eleições presidenciais de outubro são vencidas por Fernando Henrique Cardoso, de novo com a maioria dos votos no primeiro turno.
Duramente atingido pela instabilidade do mercado financeiro mundial, o Brasil recebe em novembro um empréstimo de 41,5 bilhões de dólares do Fundo Monetário Internacional (FMI) em troca do compromisso de realizar um ajuste fiscal.
Em 1º de janeiro de 1999, Fernando Henrique assume seu segundo mandato consecutivo. No decorrer do ano, há mudanças na estrutura do governo, sendo a mais importante, a criação do Ministério da Defesa, extinguindo os quatro ministérios militares (Marinha, Exército, Aeronáutica e Estado-Maior).